# فيليبي هيريرو
فيليبي هيريرو (بالإسبانية: Felipe Herrero)‏ هو لاعب كرة قدم إسباني، ولد في 18 يونيو 1970 في مدريد في إسبانيا. لعب مع ريال مدريد.